# Сирдар'їнський сільський округ
Сирда́р'їнський сільський округ (каз. Сырдария ауылдық округі, рос. Сырдарьинский сельский округ) — колишня адміністративна одиниця у складі Ариської міської адміністрації Туркестанської області Казахстану. Адміністративний центр — село Сирдар'я. Ліквідований 2013 року та приєднаний до Ходжатогайського сільського округу. До 2011 округ називався Задар'їнським сільським округом (каз. Задария ауылдық округі).
Населення — 4740 осіб (2009; 4644 в 1999).

## Склад
До складу округу входять такі населені пункти:
| Населений пункт | Населення, осіб (1999) | Населення, осіб (2009) |
| --------------- | ---------------------- | ---------------------- |
| Сирдар'я, село  | 3744                   | 3861                   |
| Шогірлі, село   | 900                    | 879                    |